# Покемон: Консьєржка
«Покемон: Консьєржка» (англ. Pokémon Concierge) — японський-серіал (ONA), частина з The Pokémon Company's Покемон медіа франшиза, прем’єра якого відбулася на Netflix на 28 грудня 2023 року. У серіалі розповідається про жінку на ім’я Гару, якій не пощастило, і вона відвідує курорт, відомий як «Покемон Курорті». Вона стає консьєрж, працює на острові, щоб піклуватися про відвідувачів Покемонів.
Серіал був створений після дискусій між Netflix та The Pokémon Company у 2019 році, і провів наступні кілька років у розробці. Серіал отримав позитивні відгуки від критиків, які високо оцінили анімацію, теми, повідомлення, та розслаблюючу атмосферу серіалу. У лютому 2024 року, компанія Netflix оголосила що розпочато виробництво нових епізодів.

## У ролах
| Персонаж      | Японський       | Англійський    | Український          |
| ------------- | --------------- | -------------- | -------------------- |
| Гару          | Рена Нонен      | Карен Фукухара | Катерина Брайковська |
| Аліса         | Ай Файруз       | Імані Гакім    | Марина Локтіонова    |
| Тайлер        | Окуно Ейта      | Джош Кітон     | Дмитро Гаврилов      |
| Пані Ватанабе | Такемура Йошіко | Лорі Алан      | Ольга Радчук         |

## Епізоди
| № серії | Назва серії | Оригінальна дата показу |
| --- | --- | ----------------------- |
| 1 | «Мене звати Гару» Транслітерація: «Я повинен почати працювати тут сьогодні!» (яп. 今日からこちらで働かせていただきます！) | 28 грудня 2023          |
| У перший день на посаді консьєржки в «Покемон Курорті» Гару пропонують прогулятися островом так, наче вона просто гостя.                                 | |                         |
| 2 | «Псайдаку, тобі вже веселіше?» Транслітерація: «Отже, вам було весело щойно?» (яп. どう？いま楽しい？)                    | 28 грудня 2023          |
| Псайдак страждає від хронічного головного болю, який погано впливає на його психічні вміння. Чи зможе Гару допомогти йому?                               | |                         |
| 3 | «Я теж не проти еволюціонувати…» Транслітерація: «Я теж хочу еволюціонувати, прямо зараз...» (яп. 私も早く進化したい…)    | 28 грудня 2023          |
| Вінґалл забирає надувне коло Меджикарпа, який не вміє плавати. Гару та Псайдак намагаються повернути коло, заручившись допомогою Драґонайта.             | |                         |
| 4 | «Вітаємо на «Покемон Курорті»!» Транслітерація: «Вітаємо на «Покемон Курорті»!» (яп. ようこそポケモンリゾートへ！)        | 28 грудня 2023          |
| Гару знайомиться з маленьким сором’язливим Пікачу, тренер якого хоче, щоб той став відкритішим. Але на «Покемон Курорті» всі можуть бути собою на повну. | |                         |